# 27 Mieszana Dywizja Lotnicza
27 Mieszana Dywizja Lotnicza (27 MDL) –  lotniczy związek taktyczny Sił Zbrojnych Federacji Rosyjskiej w strukturach Floty Czarnomorskiej.

## Struktura i samoloty
| Struktura i samoloty w 2014                 |               |              |
| Nazwa jednostki                             | Garnizon      | Samolot      |
| Dowództwo dywizji                           | Gwardiejskoje |              |
| 37 pułk lotnictwa szturmowego               | Gwardiejskoje | SU-24, SU-25 |
| 43 Sewastopołski pułk lotnictwa szturmowego | Saki          | SU-24, SU-25 |
| 62 pułk lotnictwa myśliwskiego              | Belbek        | SU-30M2      |